# Aenigmabonus kurilokamtschaticus
Aenigmabonus kurilokamtschaticus is een slakkensoort uit de familie van de Bathyphytophilidae. De wetenschappelijke naam van de soort is voor het eerst geldig gepubliceerd in 1978 door Moskalev.